# NGC 2881/2
NGC 2881/2 је спирална галаксија у сазвежђу Хидра која се налази на NGC листи објеката дубоког неба.
Деклинација објекта је - 11° 59' 33" а ректасцензија 9h 25m 53,7s. Привидна величина (магнитуда) објекта NGC 2881 износи 13,3 а фотографска магнитуда 14,1. NGC 28812 је још познат и под ознакама MCG -2-24-21, VV 293, ARP 275, IRAS 09234-1146.